# Tỉnh ủy Long An
Tỉnh ủy Long An hay còn được gọi Ban Chấp hành Đảng bộ tỉnh Long An, hay Đảng ủy tỉnh Long An. Là cơ quan lãnh đạo cao nhất của Đảng bộ tỉnh Long An giữa hai kỳ đại hội đại biểu Đảng bộ tỉnh, do Đại hội Đại biểu Đảng bộ tỉnh bầu. Tỉnh ủy Long An có chức năng thi hành nghị quyết, quyết định của Đại hội Đại biểu Đảng bộ tỉnh Long An, Đại hội Đại biểu toàn quốc của Đảng và Ban Chấp hành Trung ương Đảng.
Ngày 1 tháng 7 năm 2025, theo Nghị quyết về sắp xếp đơn vị hành chính cấp tỉnh năm 2025 được Quốc hội thông qua, Long An và Tây Ninh được sáp nhập thành tỉnh Tây Ninh.

## Lịch sử
Tiền thân của Tỉnh ủy Long An là Tỉnh ủy Chợ Lớn và Tỉnh ủy Tân An. Sau khi Đảng Cộng sản Việt Nam ra đời và sự thành lập Ban lâm thời Chấp ủy Đảng Cộng sản Việt Nam tại Nam Kỳ, phong trào cộng sản tại Nam Kỳ phát triển mạnh mẽ, nhiều chi bộ cộng sản ra đời số lượng đảng viên tăng nhanh chóng.
Đầu tháng 3/1930 Ban lâm thời Chấp ủy Nam Kỳ (sau là Xứ ủy Nam Kỳ) chỉ định các tỉnh ủy lâm thời các tỉnh. Tỉnh ủy lâm thời tỉnh Chợ Lớn và Tỉnh ủy lâm thời Tân An ra đời do Nguyễn Xuân Luyện làm Bí thư.
Tuy mới thành lập nhưng dưới sự chỉ đạo của Ban lâm thời Chấp ủy Nam Kỳ, tỉnh ủy lâm thời Chợ Lớn và Tân An đã tổ chức nhiều cuộc biểu tình của giai cấp lao động. Đặc biệt là ngày 1/5/1930 diễn ra cuộc biểu tình Bàu Trai. Đầu tháng 11/1930 Hội nghị Đảng bộ Chợ Lớn diễn ra và chính thức bầu Tỉnh ủy Chợ Lớn do Lê Quang Sung làm Bí thư.
Từ năm 1931, Pháp thẳng tay đàn áp các phong trào yêu nước tại Việt Nam. Nhiều đảng viên liên tục bị bắt từ Trung ương tới địa phương. Trong thời gian từ 1931-1937, tỉnh ủy Chợ Lớn và Tân An nhiều lần bị tan rã và tái lập lâm thời.
Sau khi Mặt trận bình dân theo đường lối cánh tả thắng cử tại Pháp. Đầu năm 1937, Chính phủ Pháp gửi Jules Brévié sang nhậm chứa Toàn quyền ở Đông Dương và Justin Godart, đảng viên Đảng Xã hội cấp tiến, làm phái viên sang điều tra tình hình Đông Dương. Nhận thấy tình hình có lợi, Tỉnh ủy tổ chức nhiều cuộc biểu tình đòi hỏi quyền lợi của giai cấp lao động. Tháng 10/1938 Tỉnh ủy Tân An chính thức được thành lập
Sau khi Thế chiến 2 bùng nổ, Chính phủ Pháp do Édouard Daladier lãnh đạo thẳng tay đàn áp các đảng Cộng sản tại chính quốc, tại Đông Dương, toàn quyền Đông Dương cũng thẳng tay đàn áp bắt bớ nhiều người yêu nước. Để chuẩn bị cho chiến tranh Pháp ra lệnh tổng động viên toàn Đông Dương, vơ vét tài sản nhân dân, áp đặt nhiều thứ thuế vô lý. Không chịu sự áp bức, Xứ ủy Nam Kỳ đã phát lệnh khởi nghĩa trên toàn Nam Kỳ năm 1940. Khởi nghĩa thất bại, Pháp đàn áp dã man, nhiều đảng viên bị bắt hoặc phải đào thoát khỏi địa phương.
Trong thời gian từ 1941-1945, tỉnh ủy Chợ Lớn bị tan rã sau được Xứ ủy Giải phóng lâm thời (sau là Ban Cán sự Nam Kỳ) chỉ định lại. Còn với Tỉnh ủy Tân An, cuối năm 1940, Tỉnh ủy lâm thời Tân An được thành lập. Với việc tổ chức lại phong trào, đồng thời Nhật Bản thua trận tại nhiều mặt trận. Tỉnh ủy Tân An và Tỉnh ủy Chợ Lớn đã lãnh đạo nhân dân trong tỉnh giành chính quyền tại địa phương lần lượt trong ngày 22/8 và 25/8/1945. Sau khi Pháp quay trở lại Đông Dương, Tỉnh ủy 2 tỉnh Chợ Lớn và Tân An tích cực kháng chiến chống lại quân đội Pháp.
Đầu năm 1957, tỉnh ủy Chợ Lớn sáp nhập vào Thành ủy Gia Định, một phần được tách thành lập tỉnh ủy Long An. Tỉnh ủy Tân An sáp nhập một số khu vực thành lập tỉnh ủy Kiến Tường. Để chuẩn bị cho Tổng khởi nghĩa tết Mậu Thân, tỉnh ủy Long An sáp nhập vào phân ủy phân khu 2, rồi phân khu 3 và phân khu 23 cho tới giữa năm 1972 tái lập tỉnh ủy Long An.
Sau khi thống nhất đất nước, 2 tỉnh ủy Kiến Tường và Long An sáp nhập và được gọi là Tỉnh ủy Long An. 

## Tổ chức
- Thường trực Tỉnh ủy
- Ban Thường vụ
- Cơ quan tham mưu, giúp việc
  - Văn phòng Tỉnh ủy
  - Ủy ban Kiểm tra Tỉnh ủy
  - Ban Tổ chức Tỉnh ủy
  - Ban Tuyên giáo và Dân vận Tỉnh ủy
  - Báo Long An
  - Trường Chính trị tỉnh
  - Ban Nội chính Tỉnh ủy
- Cơ quan trực thuộc
  - Đảng bộ các Cơ quan Đảng tỉnh
  - Đảng bộ các UBND tỉnh
  - Đảng bộ Quân sự tỉnh
  - Đảng bộ Bộ đội biên phòng tỉnh
  - Đảng bộ Công an tỉnh
  - Đảng bộ các xã, phường

## Bí thư các thời kỳ

### Giai đoạn 1930-1975

#### Tỉnh ủy Tân An, Kiến Tường
| STT | Tên               | Nhiệm kỳ        | Chức vụ                                      | Ghi chú                                              |
| --- | ----------------- | --------------- | -------------------------------------------- | ---------------------------------------------------- |
| 1   | Nguyễn Xuân Luyện | 2/1930-3/1931   | Bí thư Tỉnh ủy Tân An Bí thư Tỉnh ủy Chợ Lớn | Bị Pháp bắt                                          |
| 2   | Nguyễn Văn Ban    | 1936-1937       | Bí thư Tỉnh ủy Tân An                        |                                                      |
| 3   | Trần Trung Tam    | 1938            | Bí thư Tỉnh ủy Tân An                        |                                                      |
| 4   | Nguyễn Văn Thê    | 1938-1939       | Bí thư Tỉnh ủy Tân An                        |                                                      |
| 3   | Trần Trung Tam    | 1939-1941       | Bí thư Tỉnh ủy Tân An                        |                                                      |
| 5   | Võ Ngọc Quận      | 1941-1943       | Bí thư Tỉnh ủy Tân An                        | Hy sinh tháng 9/1943                                 |
| 6   | Nguyễn Văn Trọng  | 3/1944-9/1945   | Bí thư Tỉnh ủy lâm thời Tân An               |                                                      |
| 7   | Nguyễn Văn Hoằng  | 9/1945-12/1945  | Bí thư Tỉnh ủy Tân An                        |                                                      |
| 8   | Nguyễn Văn Minh   | 12/1945-1946    | Bí thư Tỉnh ủy Tân An                        |                                                      |
| 9   | Nguyễn Thành A    | 1946-10/1946    | Bí thư Tỉnh ủy Tân An                        |                                                      |
| 10  | Nguyễn Văn Nguyên | 10/1946-1949    | Bí thư Tỉnh ủy Tân An                        |                                                      |
| 11  | Nguyễn Văn Mùi    | 1949-10/1950    | Bí thư Tỉnh ủy Tân An                        |                                                      |
| 12  | Nguyễn Văn Trí    | 2/1950-10/1950  | Bí thư Tỉnh ủy Đồng Tháp                     |                                                      |
| 11  | Nguyễn Văn Mùi    | 10/1950-6/1951  | Bí thư Tỉnh ủy Đồng Tháp Mười                |                                                      |
| 13  | Phạm Hữu Lầu      | 6/1951-9/1951   | Bí thư Tỉnh ủy Mỹ Tho (mới)                  | Tỉnh Mỹ Tho mới gồm các tỉnh Mỹ Tho, Tân An, Gò Công |
| 11  | Nguyễn Văn Mùi    | 10/1951-8/1954  | Bí thư Tỉnh ủy Mỹ Tho                        |                                                      |
| 8   | Nguyễn Văn Minh   | 8/1954-11/1956  | Bí thư Tỉnh ủy Tân An                        |                                                      |
| 14  | Huỳnh Châu Sổ     | 11/1956-4/1957  | Bí thư Tỉnh ủy Tân An                        |                                                      |
| 15  | Nguyễn Thái Bình  | 4/1957-11/1958  | Bí thư Tỉnh ủy Kiến Tường                    |                                                      |
| 16  | Phẩm Văn Giáo     | 11/1958-12/1960 | Bí thư Tỉnh ủy Kiến Tường                    |                                                      |
| 17  | Lê Quốc Hùng      | 1/1961-3/1969   | Bí thư Tỉnh ủy Kiến Tường                    |                                                      |
| 18  | Lê Thanh          | 11/1969-4/1972  | Bí thư Tỉnh ủy Kiến Tường                    |                                                      |
| 19  | Phan Văn Hân      | 11/1967-5/1968  | Bí thư Phân khu ủy Phân khu 2                |                                                      |
| 20  | Võ Trần Chí       | 5/1968-10/1970  | Bí thư Phân khu ủy Phân khu 2                |                                                      |
| 21  | Nguyễn Văn Chính  | 11/1967-10/1970 | Bí thư Phân khu ủy Phân khu 3                |                                                      |
| 21  | Nguyễn Văn Chính  | 10/1970-8/1972  | Bí thư Phân khu ủy Phân khu 23               |                                                      |
| 22  | Trần Ngọc Nhóm    | 9/1972-12/1975  | Bí thư Tỉnh ủy Kiến Tường                    |                                                      |

#### Tỉnh ủy Long An
| STT                                                          | Tên              | Nhiệm kỳ        | Chức vụ                | Ghi chú |
| ------------------------------------------------------------ | ---------------- | --------------- | ---------------------- | ------- |
| 1                                                            | Huỳnh Châu Sổ    | 10/1957-11/1959 | Bí thư Tỉnh ủy Long An |         |
| 2                                                            | Nguyễn Văn Chính | 11/1959-1963    | Bí thư Tỉnh ủy Long An |         |
| 3                                                            | Phẩm Tấn Vinh    | 1/1964-4/1964   | Bí thư Tỉnh ủy Long An |         |
| 4                                                            | Võ Trần Chí      | 4/1964-10/1967  | Bí thư Tỉnh ủy Long An |         |
| Trong thời gian 1967-1972 trực thuộc các Phân khu 2, 3 và 23 |                  |                 |                        |         |
| 2                                                            | Nguyễn Văn Chính | 8/1972-1973     | Bí thư Tỉnh ủy Long An |         |
| 4                                                            | Võ Trần Chí      | 1973-1974       | Bí thư Tỉnh ủy Long An |         |
| 5                                                            | Nguyễn Văn Mới   | 1974-2/1976     | Bí thư Tỉnh ủy Long An |         |

### Giai đoạn 1976-2025
| #  | Đại hội Đảng bộ | Đại hội Đảng bộ | Bí thư           | Nhiệm kỳ        | Chức vụ                                                  | Ghi chú                         |
| #  | K               | V               | Bí thư           | Nhiệm kỳ        | Chức vụ                                                  | Ghi chú                         |
| -- | --------------- | --------------- | ---------------- | --------------- | -------------------------------------------------------- | ------------------------------- |
| 1  | -               | -               | Nguyễn Văn Mới   | 2/1976-11/1976  | Bí thư Tỉnh ủy lâm thời Long An                          |                                 |
| 1  | I               | 1               | Nguyễn Văn Mới   | 11/1976-4/1977  | Bí thư Tỉnh ủy lâm thời Long An                          |                                 |
| 2  | I               | 2               | Nguyễn Văn Chính | 4/1977-1/1980   | Ủy viên Trung ương Đảng dự khuyết Bí thư Tỉnh ủy Long An |                                 |
| 2  | II              | II              | Nguyễn Văn Chính | 1/1980-5/1983   | Ủy viên Trung ương Đảng dự khuyết Bí thư Tỉnh ủy Long An | Ủy viên Trung ương Đảng từ 1982 |
| 2  | III             | III             | Nguyễn Văn Chính | 5/1983-3/1984   | Ủy viên Trung ương Đảng Bí thư Tỉnh ủy Long An           |                                 |
| 3  | III             | III             | Lê Văn Kiến      | 3/1984-11/1986  | Bí thư Tỉnh ủy Long An                                   |                                 |
| 3  | IV              | IV              | Lê Văn Kiến      | 11/1986-12/1989 | Ủy viên Trung ương Đảng Bí thư Tỉnh ủy Long An           |                                 |
| 4  | IV              | IV              | Nguyễn Văn Chiểu | 1/1990-6/1991   | Bí thư Tỉnh ủy Long An                                   |                                 |
| 4  | V               | V               | Nguyễn Văn Chiểu | 6/1991-8/1993   | Ủy viên Trung ương Đảng Bí thư Tỉnh ủy Long An           |                                 |
| 5  | V               | V               | Phạm Thanh Phong | 9/1993-5/1996   | Bí thư Tỉnh ủy Long An                                   |                                 |
| 5  | VI              | VI              | Phạm Thanh Phong | 5/1996-8/1998   | Ủy viên Trung ương Đảng Bí thư Tỉnh ủy Long An           |                                 |
| 6  | VI              | VI              | Lê Thanh Tâm     | 8/1998-1/2001   | Bí thư Tỉnh ủy Long An                                   |                                 |
| 6  | VII             | VII             | Lê Thanh Tâm     | 1/2001-2004     | Ủy viên Trung ương Đảng Bí thư Tỉnh ủy Long An           |                                 |
| 7  | VII             | VII             | Trương Văn Tiếp  | 2004-10/2005    | Bí thư Tỉnh ủy Long An                                   |                                 |
| 7  | VIII            | VIII            | Trương Văn Tiếp  | 4/2006-10/2010  | Ủy viên Trung ương Đảng Bí thư Tỉnh ủy Long An           |                                 |
| 8  | IX              | IX              | Mai Văn Chính    | 10/2010-3/2015  | Ủy viên Trung ương Đảng Bí thư Tỉnh ủy Long An           |                                 |
| 9  | IX              | IX              | Nguyễn Nam Việt  | 3/2015-10/2015  | Bí thư Tỉnh ủy Long An                                   |                                 |
| 10 | X               | X               | Phạm Văn Rạnh    | 10/2015-10/2020 | Ủy viên Trung ương Đảng Bí thư Tỉnh ủy Long An           |                                 |
| 11 | XI              | XI              | Nguyễn Văn Được  | 10/2020-2/2025  | Ủy viên Trung ương Đảng Bí thư Tỉnh ủy Long An           |                                 |
| 11 | XI              | XI              | Nguyễn Văn Quyết | 2/2025-6/2025   | Bí thư Tỉnh ủy Long An                                   |                                 |